# Invasionen av Hvaleröarna
Invasionen av Hvaleröarna var en svensk militär invasion av den norska skärgården under fälttåget mot Norge 1814. Invasionen blev fördröjd på  grund av dåligt väder vilket gjorde att den norska flottan och armén kunde evakuera öarna. Bara några få strider uppkom då norrmännen skulle försena svenskarna så att civila skulle hinna fly. Bara tre svenskar dog och troligen inga norrmän.